# Konopki (województwo warmińsko-mazurskie)
Konopki (niem. Konopken, 1938–1945 Mühlengrund) – wieś w Polsce położona w województwie warmińsko-mazurskim, w powiecie piskim, w gminie Biała Piska. W latach 1975–1998 miejscowość administracyjnie należała do województwa suwalskiego.
Wieś powstała w ramach kolonizacji Wielkiej Puszczy. Wcześniej był to obszar Galindii. Konopki to pierwotnie wieś ziemiańska, dobra służebne w posiadaniu drobnego rycerstwa (tak zwani wolni), z obowiązkiem służby rycerskiej (zbrojnej). Osada wymieniana w dokumentach z 1424 r. jako „stara wieś” nad strumykiem Konopka oraz młynem, kiedy to o tereny, liczące 70 łanów przy Pauloczinstog – dąbrowa w środkowym biegu rzeki Pauloczinstog (rz. Konopka), starał się Bartosz i Rafa z Pisza. W 1447 wymieniany w dokumentach młyn we wsi.
Wieś służebna (dobra służebne), nadana w 1435 r. przez komtura bałgijskiego Erazma Fishborna, za wiedzą wielkiego mistrza Pawła von Rusdorfa, na prawie chełmińskim, z wyznaczoną na 10 lat wolnizną od służby zbrojnej i płużnego. Wieś otrzymał niejaki Bartosz z obszarem 64 łanów, z których 48 położonych było przy Paulotzine (rz. Konopka), a 16 łanów nad rzeką Wincentą w jej dolnym biegu. Bartosza zobowiązano do 4 służb lekkozbrojnych. Z późniejszych źródeł wynika, że było to nadanie dla 4 dóbr nad strumykiem Konopka: Pawłocina, sąsiednich Płacht i Rolek przy Kożuchach oraz położonych nieco dalej Konopek, z których każde z czterech dóbr pełniono jedną służbę zbrojną.
Wieś wymieniona w 1519 r. razem ze wsiami: Pawłocin, Rolki i Płachty, w czasie popisu wojskowego, jako osada wolnych.